# Bill W. Foster
Ne doit pas être confondu avec Bill Foster.
George William Foster dit Bill Foster, né le 7 octobre 1955 à Madison (Wisconsin), est un homme politique américain, actuellement représentant démocrate de l'Illinois au Congrès des États-Unis. Le 8 mars 2008, à la suite d'une élection partielle il accède à la chambre des représentants des États-Unis pour laquelle il représente les habitants du quatorzième district de l'Illinois. Il sera réélu huit mois plus tard avant d'être battu le 2 novembre 2010 par le républicain Randy Hultgren. Candidat en 2012 dans le onzième district de l'Illinois, il est cette fois largement élu face à la représentante républicaine Judy Biggert.

## Carrière politique

### Carrière à la chambre des représentants
À la suite du retrait de l'ancien Speaker Dennis Hastert, Bill Foster annonce sa candidature le 30 mai 2007 pour le remplacer. Investi par les démocrates, il est élu lors de l'élection partielle du 8 mars 2008 face au républicain Jim Oberweis. Foster sera largement réélu en novembre 2008 face au même adversaire. 
Comme représentant Foster est membre de la Blue Dog Coalition. Il vote en faveur du plan de relance du Président Obama, de la réforme de santé plus connue sous le nom d'Obamacare, de la loi de régulation du système financier. En revanche, il a voté contre l'instauration d'une taxe carbone aux États-Unis.

### Défaite puis nouvelle candidature à la chambre des représentants
Candidat à sa réélection en 2010, Foster est battu en n'obtenant que 45 % des voix face à son concurrent républicain Randy Hultgren.
Le 31 mai 2011, Foster annonce qu'il brigue l'investiture démocrate pour le onzième district de la Chambre des représentants des États-Unis. Ce district alors représenté par le républicain Adam Kinzinger a été redécoupé au profit des démocrates. Le 20 mars 2012, Foster est investi par son parti avec plus de 58 % des suffrages, il a face à lui la républicaine Judy Biggert dont le district d'origine a également été redécoupé.
Le 6 novembre 2012, Foster est élu en battant largement Judy Biggert avec plus de 58 % des voix.